# Старый Буздяк
Старый Буздяк (баш. Иҫке Бүздәк) — село в Буздякском  районе Республики Башкортостан Российской Федерации. Входит в состав Уртакульского сельсовета.

## География

### Географическое положение
Расстояние до:
- районного центра (Буздяк): 6 км,
- центра сельсовета (Уртакуль): 9 км,
- ближайшей ж/д станции (Буздяк): 6 км.

## История
Первое упоминание о Буздяке в архивах датируется 1740 годом. Пётр Ι даровал данные земли, удобные по своему расположению, Султанбеку за Азовский поход. Дворцовые крестьяне облюбовали эти места, так как здесь проходила дорога, получившая название Ново-Московской и связывавшая Оренбург с Казанью, Москвой и Симбирском. Уже в 1743 году возникло 12 новых деревень, заселенных крестьянами из 38 уездов центральных губерний России.
Уже с 1745 года селение стало разрастаться. С этим годом связан первый припуск жителями Буздяка новопоселенцев. Видимо, это были служилые татары во главе с Кальметем Айдаровым (1716 года рождения), переселившиеся со стороны Чистополя современного Татарстана, и ясачные татары. К 1782 году численный состав припущенников селения возрос до 55 душ (32 мужчин, 23 женщины) ясачных татар и 26 душ (16 мужчин, 10 женщин) служилых татар
В учётных письменных источниках (ревизских сказках 1781 г.) все жители поселения «Буздяковой» указаны ясашными татарами (п. 13 стр. 124. «Татары Уфимского уезда (материалы переписей населения 1722—1782 гг.)»: справочное издание. 2 изд., испр. и доп. / Отв. ред. Р. Р. Исхаков. — Казань: Институт истории им. Ш. Марджани АН РТ, 2021).
Село возникло в начале 1740-х годов.  Название связано с именем башкира-вотчинника Канлинской волости Буздяка Ишимбетова. Первопоселенец,  родился в начале XVIII века. Известен его сын Ильяс Буздяков, родившийся в 1757 году.
С 1745 года селение разрастается. С этим годом связан первый припуск жителями Буздяка новопоселенцев. Это были служилые татары во главе с Кальметем Айдаровым, переселившиеся со стороны Чистополя современного Татарстана, и ясачные татары. К 1782 году численный состав припущенников селения возрос до 55 душ (32 мужчины, 23 женщины) ясачных татар и 26 душ (16 мужчин, 10 женщин) служилых татар.
С конца 1780-х годов вокруг Буздяка образовался рой населенных пунктов, в которых поселились тюменцы. Среди этих селений можно назвать Шланлыкулево, Батырша-Кубово, Копей-Кубово, Тлякей-Кубово, Новые Каргалы, Устюба. Своё наименование (томэннэр) они получили от названия г. Темникова (по-татарски Томэн, ныне в Мордовии), вблизи которого большинство из них жило. Русские иногда эту группу населения называли темниковскими мишарями. При императрице Екатерине II в 1784 году был издан указ о восстановлении в дворянском достоинстве князей и мурз татарского происхождения, имеющих документальные доказательства своего дворянского происхождения. Многие из представителей тюменских родов в это время получили дворянские права. Среди них Акчурины, Бигловы, Дашкины, Девлеткильдеевы, Дивеевы, Еникеевы (князья), Еникеевы (мурзы), Кашаевы, Кудашевы, Маматкозины–Сакаевы, Мамины, Мамлеевы, Муратовы, Терегуловы, Шихмаметевы.
По договору от 27 июня 1788 года в селении поселился мулла Таир Калеев, видимо, выходец из деревни Акашево Краснослободского уезда. В этом селении, в начале XVIII века входившем в Темниковский уезд, проживали в основном служилые татары Янбухтины. В 1794 году в Буздяке поселились татарские князья Ефаевы, выходцы из деревни Тархан Ефаево, хотя сам договор о припуске Ефаевых датирован 28 июля 1793 года. Приведем часть текста договора: «…Калнинской волости команды старшины Ишали Якупова деревни Буздяковой…вотчинники башкирцы со всего нашего общего согласия припустили мы на жалованную нам по наследству землю в тое ж деревню Буздякову Пензенского наместничества Слоботской округи деревни Тархановой мурз Салиха Батыршина, Гумера Юнусова, Алмаметя Нагаева, Акбулата Мусина князей Епаевых с товарищи всего десятью дворами для сообщего сожития с нами… по нахождению деревни нашей Буздяковой на большой дороге для отправления с нами же случающих всяких тягостей. Которым мурзам Салиху Батыршину во оной деревне пашню пахать по речкам Чермасану и Кидашу, сено косить и для прокорму скота и со степьми да в вершине речки Кидашу лесу для бревен и всяких домашних потребностей рубить, лубья снимать, хмель щипать, рыбу ловить да по речке Кидашу мельницы строить с тем, чтоб нам именованным хлеб молоть без уплаты…». За припуск Ефаевы заплатили местным жителям 80 рублей денег, кроме того, ежегодно они должны были выплачивать по 10 копеек оброка. Договор подписали местные вотчинники Юмаш Баисланов, Ильяс Буздяков, Токтамыш Каипов, Рафик Баязитов, Байгул Курьясов, Кинзекей Юмашев, Арслан Аитов.
В том же 1794 году сюда перешли на жительство мурзы Маматовы, переселенцы из сельца Торопово Тамбовского наместничества и зять Маматовых князь Ахмет Акчурин. 10 января 1795 года был припущен ясачный татарин Башир Мусеев. В 1796 году в селение были приняты на жительство мурзы Дашкины, выходцы из деревни Дашкино Пензенской губернии[4].
С начала XIX века селение пополнялось новыми группами переселенцев. По договору от 25 февраля 1807 года здесь поселился князь Якуп Илюков Кудашев. В 1808 году поселились купцы 3-й гильдии Искандеровы, в 1812 году князья Акчурины, в 1818 – мурза Усман Муратов, в 1820 – мурзы капитан Ханбек, Валиша и Ахмер Надыршины дети Мамлеевы, мурза Егофер Еникеев, в 1827 и 1829 – вновь Мамлеевы, в 1830 – князь Шихмаметев, в 1831 и 1832 годах – мурзы Муратовы и другие.
К 17 июля 1840 года численность населения деревни возросла до 606 человек, в том числе 331 (196 мужчин и 135 женщин) государственных крестьян, 60 (23+37) башкир, 146 (78+68) князей и мурз, 41 (24+17) мещанин, 28 (15+13) купцов 3-й гильдии. В селении в это время действовали две мечети. На ярмарочной площади работал кабак. У сельчан имелись три мельницы, 380 лошадей, 300 коров, 800 овец, 100 коз, 20 ульев.
Главными событиями общественной жизни в Российской империи XIX в. стали реформы 1860-х годов. Была ликвидирована и кантонная система управления в Башкирии. Вместо военного административного управления создавалось волостное крестьянское самоуправление. В 1863 году селения современного Буздякского района вошли в основном в Богадинскую и Тюрюшевскую волости. В то же время государственные крестьяне тех же селений были включены в Буздяковскую волость, но эта волость просуществовала недолго и в 1868 году была распущена.
В «Списке населенных мест по сведениям 1870 года», изданном в 1877 году, населённый пункт упомянут как деревня Буздяк 3-го стана Белебеевского уезда Уфимской губернии. Располагалась при речке Кидаше, по левую сторону Казанского почтового тракта из Уфы, в 70 верстах от уездного города Белебея и в 50 верстах от становой квартиры в селе Шаран (Архангельский Завод). В деревне, в 196 дворах жили 1058 человек (559 мужчин и 499 женщин, татары, башкиры), были мечеть, училище, 2 водяные мельницы, 40 лавок, базары по вторникам, ярамарка 6 декабря.

### Гражданская война
Во время гражданской войны на территории Буздяка велись бои с колчаковскими частями Белой армии, под командованием полковника Шибаева. Белогвардейцы под его командованием выводили пленных красноармейцев на мороз, и расстреливали их на горе Биекгагыл на левой стороне от нынешнего коллективного сада в Старом Буздяке.
Старики с подростками, погрузив тела погибших в сани, отвезли их к горе Узункул и похоронили в братской могиле между Буздяком и Линовкой. К сожалению, точно не известно, где находится место захоронения. Белый террор также бесчинствовал в деревне Санны, однако был разбит красными в районе деревень Санны и Хлебодарово (ныне Благоварский район).
В годы гражданской войны здесь в Буздякской волости было уничтожено более тысячи личных хозяйств со всеми постройками, уничтожен и истреблен скот.
С Гражданской войной связан один примечательный факт. В селе Никольском родился в 1894 году и рос до 1911 года будущий автор любимой старшим поколением песни «По долинам и по взгорьям» Петр Семенович Парфенов. Сегодня имя этого героя Гражданской войны носит одна из улиц райцентра.
В годы продразверстки зимой 1920 года прошли кулацкие восстания, вошедшие в историю под названием «Сәнәк сугышы» или «Черный Орел». Кулакам удалось поднять на восстание крестьян из деревень Багады, Арсланово, Урзайбашево, Сабаево, Караново, Сабанаево, Килимово и других селений. Сохранились архивные документы того времени. «Рапорт Старо-Багадинского сельисполкома в Буздякский волисполком 27 февраля 1920 года 28 февраля явились из деревни Арсланова, Урзайбашево и других деревень около 500 человек, верховые, вооруженными вилами, топорами, винтовками и выгнали нас в деревню Буздяк и Шланлыкуль. Двоих били до смерти».
Также был зверски избит один из создателей комсомольской организации Макарим Яфаев, который проживал в деревне Тавларово. Затем черноорловцы бесчинствовали в Буздяке и вышли к станции, чтобы разрушить мост через реку Чермасан и железную дорогу. Комсомольцы собрались в деревне Ташлыкуль. Бронепоезд, которым руководил Ш. Ш. Муратов, не дал возможность разрушить мост черноорловцам.
Советская власть в Буздякской волости устанавливалась быстро. Уже в 1920 году в комитет партии входили ячейки: Ивановской (ныне село Троицкое Благоварского района), Чермасанской (ныне деревни Никольское, Михайловское, Кузьминка, Анновка), Чукадытамакской (ныне Белебеевского района) и Буздякский. Сохранилась выписка заседания военкома, где председательствовал Муратов (имя не помнят, но не Ш. Ш. Муратов).

## Население
| 2002 | 2009 | 2010 |
| ---- | ---- | ---- |
| 481  | ↗508 | ↘484 |

## Известные уроженцы
- Фаткуллин, Анвар Асадуллович (5 июля 1922 года — 21 декабря 1986 года) — зам. командира эскадрильи 140-го гвардейского штурмового авиационного полка, Герой Советского Союза.
- Кудашев, Хусаин Ильдерханович (10 мая 1913 года — 13 ноября 1986 года) — актер Башкирского академического театра драмы им. М. Гафури, народный артист БАССР (1969), народный артист РСФСР (1986).